# 심야특종 우리 사는 세상
심야특종 우리 사는 세상은 1995년 4월 21일에서 1995년 7월 7일까지 방영했던 사회교양 프로그램이다.